# БА-6
БА-6 — радянський гарматний середній бронеавтомобіль 1930-х років, розроблений на базі бронеавтомобіля БА-3. 
На відміну від попередника (базувався на шасі «Форд-Тімкен») у ньому використали шасі радянського тривісного автомобіля ГАЗ-ААА, випуск якого було освоєно 1935 році. За формою та бронюванням корпусу, башти, озброєнням, розміщенням боєкомплекту, вузлів і агрегатів Б-6 принципово не відрізнявся від свого попередника.

## Опис конструкції
Екіпаж бронемашини БА-6 складався з 4 чоловік. Завдяки більш суворій ваговій дисципліні масу бронеавтомобіля вдалося зменшити до 5120 кг при збереженні інших тактико-технічних параметрів.
З 1936 по 1938 рік Іжорський завод випустив 386 бронеавтомобілів БА-6.
Від БА-3 новий бронеавтомобіль зовні можна було відрізнити по відсутності задніх дверей, задніх оглядових лючків і підніжки в кормовій частині корпусу. Крім того, колія задніх коліс розширилася до 1600 мм (у БА-3-1585 мм), база між передньою віссю і центром підвіски заднього візка зменшилася до 3200 мм (проти 3220 мм у БА-3), відстань між задніми мостами скоротилося з 1016 мм (у БА-3) до 940 мм.
У ходовій частині застосовувалися колеса з кулестійкими шинами ГК заповнені губчастою гумою.
Основне озброєння бронемашини БА-6, що складалося з 45-мм гармати 20-К зразка 1932 року і спареного з нею 7,62 мм кулемета ДТ-29, було встановлено в циліндричної башті кругового обертання аналогічної по конструкції башті танка Т-26, але з більш скромним бронюванням, товщина якого становила 8 мм. У вертикальній площині гармата наводилася на ціль в секторі від −2° до +22°. Обертання башти здійснювалося за допомогою механічного механізму повороту з ручним приводом. Боєкомплект, до складу якого входили 60 пострілів і 3402 патрони, розміщувався частково в башті, а частково в корпусі бронеавтомобіля. У ніші башти розташовувалися два стільникових стелажа на 40 снарядів, уздовж бортових стінок башти були гнізда на 12 снарядів і уздовж стінок бронекорпуса в бойовому відділенні ще на 8. У чотирьох стелажах у башті і корпусі розміщувалися магазини для кулеметів ДТ. Для ведення прицільної стрільби в розпорядженні навідника були телескопічний приціл ТОП зразка 1930 року і перископічний панорамний приціл ПТ-1 зразка 1932 року.
На момент створення і в початковий період Другої світової війни бронеавтомобілі БА-3 і БА-6 мали найбільш потужне озброєння в світі серед бойових машин свого класу. На британських і американських бронемашинах гармати калібру 37-40 мм з'явилися тільки в 1942 році. Що ж стосується широко відомого чотиривісного бронеавтомобіля SdKfz 234 «Пума», озброєного 50 мм гарматою KwK 39 L/60, то його серійне виробництво почалося ще пізніше — в 1943 році.
Потужне озброєння було, мабуть, головним і єдиним достоїнством вітчизняних середніх бронеавтомобілів 30-х років минулого століття. Досвід бойових дій виявив практичну неможливість їх використання на передовій через недостатню прохідність, і це також відноситься до німецьких бронеавтомобілів, які застосовувалися головним чином уздовж обладнаних доріг. До істотних недоліків БА-6 слід віднести слабке бронювання і відсутність кормового поста управління.
На базі бронеавтомобілі БА-6 були випущені наступні модифікації: БА-6жд, БА-6М і БА-9.
Дослідний зразок БА-6, здатний рухатися по залізничній колії, був побудований в 1935 році. Для їзди по рейках на колеса бронемашини надягали спеціальні металеві бандажі з ребордами, проте спочатку доводилося демонтувати зовнішні колеса на задніх мостах машини, щоб домогтися влучення в розмір рейкової колії. При русі по рейках рульове управління блокувалося в нейтральному положенні. По залізниці 5,9-тонний БА-6жд розвивав швидкість 55 км/год. і мав запас ходу 110–150 км.

## Модифікації
У 1936 р. з'явився модернізований броньовик БА-6М, що відрізнявся від базового бронеавтомобіля баштою у вигляді зрізаного конуса, збільшеною до 10 мм товщиною броні, наявністю радіостанції 71-ТК-1 і 36,8-кіловатним (50 к.с.) двигуном ГАЗ-М1.
Озброєння БА-6М залишилося колишнім: 45-мм гармата 20-К зразка 1932 року і два 7,62-мм кулемета ДТ, але боєкомплект злегка скоротився і налічував 50 снарядів та 2520 патронів.
При бойовій масі 4,8 т машина розвивала максимальну швидкість до 52 км/год. і з повним баком могла пройти 170–287 км. Для поліпшення прохідності на задні тягові колеса надягали спеціальні всюдихідні стрічки, які зазвичай кріпилися на задніх крилах.
Одночасно з БА-6М був побудований його полегшений варіант БА-9, озброєний замість гармати 12,7-мм кулеметом ДК. За вказівкою наркома оборони К. Є. Ворошилова в 1937 році Іжорський завод повинен був виготовити 100 бронемашин БА-9 для кавалерійських частин, однак через відсутність потрібної кількості кулеметів ДК, цього зробити не вдалося.

## Був на озброєнні
Бронеавтомобілі БА-3 і БА-6 надходили на озброєння розвідувальних підрозділів танкових, кавалерійських і стрілецьких з'єднань Червоної Армії. У 1937 році в Забайкальському військовому окрузі було сформовано мотоброньовий полк, невдовзі розгорнутий у бригаду. До неї входили батальйон середніх бронеавтомобілів, розвідувальний батальйон, укомплектований середніми та легкими бронеавтомобілями, і стрілецько-кулеметний батальйон. Всього в бригаді було 80 середніх і 30 легких бронеавтомобілів. Три таких бригади — 7-а, 8-а і 9-а брали участь в боях з японськими військами біля річки Халхін-Гол.
Практично одночасно з надходженням нових броньовиків на озброєння Червоної Армії почалася і їх поставка за кордон. За даними, наведеними в ряді зарубіжних видань, у 1935–1936 роках 60 середніх гарматних бронеавтомобілів БА-6 придбала Туреччина.
З грудня 1936 року і до згортання радянської військової допомоги в 1938 році в Іспанію були поставлені 7 бронеавтомобілів БА-І і 80 БА-6. Одним з перших з'єднань республіканської армії, що отримали ці бойові машини, стала 1-а бронетанкова бригада під командуванням Д. Г. Павлова, якій в січні 1937 року довелося вести бої під Мадридом. У ході цих боїв гарматним вогнем бронемашин БА-6 вдалося підбити кілька танків противника. У грудні 1937 року до 30 БА-6 з іспанськими екіпажами брали участь у наступі на Теруельскій виступ — останньої великої й успішної операції республіканців. Після закінчення громадянської війни деяка кількість БА-6 звлишилася на озброєнні іспанської армії до початку 50-х років минулого століття.
БА-6 знаходилися також на озброєнні Монгольської народно-революційної армії. Укомплектовані ними бронедивізіони 6-ї і 8-ї монгольських кавалерійських дивізій навесні-влітку 1939 року брали участь у збройному конфлікті біля річки Халхин-Гол.
Всього в період з 1935 по 1939 рік було експортовано понад 150 бронеавтомобілів БА-І, БА-3 і БА-6. Більшість з тих що залишилися в СРСР машин, несли службу в частинах Червоної Армії на Далекому Сході. Деяка кількість броньовиків БА-3 і БА-6 залишилася на озброєнні радянських частин, які брали участь у польському поході і зимовій війні з Фінляндією. На фронтах Німецько-радянської війни БА-3 і БА-6 використовувалися приблизно до кінця 1942 року.
Значно довше експлуатувалися ці машини у фінській армії, які вони дістали як трофеї в 1939 і 1941 роках. На 1 червня 1944 року у фінів був один БА-3 (ніс службу аж до кінця 1954 року) і 10 БА-6 (експлуатувалися до кінця 1956 року)

## Екземпляри що залишилися
В даний час бронеавтомобіль БА-3 зберігається в Музеї бронетанкової техніки і озброєння в підмосковній Кубинці, а БА-6 можна побачити на оглядовому майданчику ЦМВС в Москві.